# Edmundo da Conceição Lomelino
Edmundo da Conceição Lomelino (Funchal, 1886 - Funchal, 1962) foi produtor de revistas teatrais e capitão do exército, tendo sido condecorado pela participação na I Guerra Mundial.

## Biografia
Edmundo compôs a maior parte das revistas representadas no Funchal nos fins da década de 30 e no decorrer da década de 40. Quando voltou à ilha da Madeira dedicou-se à composição musical e ao ensino (foi professor na Escola Industrial). As revistas que Edmundo compunha, tiveram um imenso sucesso entre o público do funchalence, várias vezes as apresentações esgotavam antes mesmo da estreia no Teatro Municipal.
As histórias contadas nas suas revistas estavam por várias vezes ligadas aos acontecimentos políticos da época. como na revista Carnaval, revista a qual tinha uma musica composta por si mesmo. A música é sobre um texto de Teotónio da Silva , o dramaturgo com o qual Edmundo colaborou mais regularmente nas suas revistas. Esta produção representava uma reprodução da conferência de Munique de 1938, onde a Inglaterra e a França sucumbiram às intenções de Hitler e de Mussolini, assinando o «Acordo de Munique». Esta revista foi produzida de acordo com um espírito de deboche á política do Estado Novo.

### Revistas exibidas
Água Benta
A Primavera
A Madeira em festa
Carnaval
Bolas de Sabão
Flores da Madeira